# Abana (rivier)
De Abana is een rivier die vermeld wordt in de boeken I en II Koningen en die de belangrijkste rivier van Damascus is.
Deze rivier wordt over het algemeen geïdentificeerd met de Nahr Barada, die in de Libanon ten noordwesten van Damascus ontspringt, en na zich een weg gebaand te hebben door het gebergte, pal ten westen van Damascus uit een ravijn tevoorschijn komt. Dan stroomt de Barada door het noordelijke deel van de stad en waaiert vervolgens uit om een groot gebied te bevloeien voordat ze ten slotte ten oosten van de stad in een moeras uitloopt. Het water van de rivier, dat voor de kunstmatige bevloeiing van velden en boomgaarden wordt gebruikt, schept een uitgestrekte groene oase. Er kan terecht worden gezegd dat Damascus zijn bestaan aan de Barada dankt. Deze rivier voedde lange tijd de waterreservoirs, fonteinen en baden van de stad. Klassieke schrijvers noemden haar de „gouden rivier” (Chrysorrhoas).